# 原則法
法律为规范社会生活之准则，一经确立，因该对相关事件一体适用，然而世事变化，往往因为情节的细微差别而造成意义迥然不同。法律为求公平须在二者间求得平衡，一方面确立一般性原则，另一方面也承认情节变化时会产生例外，当适用不同的法则。前者称原则法，后者称例外法